# Conseil de reconstruction de la Ligue communiste révolutionnaire
Pour les articles homonymes, voir Ligue communiste révolutionnaire (homonymie).
Le Conseil de reconstruction de la Ligue communiste révolutionnaire est une faction issu de la nouvelle gauche japonaise, se posant en héritière de la Ligue communiste révolutionnaire.
En 2007 la Ligue communiste révolutionnaire - Comité national se divise avec la formation de la Kansai-ha (faction du Kansai). Cette faction se constitue à partir du Kansai, et autour des parutions d'"Anti-impérialistes et anti-stalinien" et de Révolution mondiale". Elle se dote d'un journal, "l'Avenir", et d'une revue trimestrielle, "Perspective". Le livre blanc de la police classe l'organisation dans "groupe violent d'extrême-gauche", et les médias la qualifie d'"extrêmiste"

## Histoire
En 2006 au sein de la Ligue communiste révolutionnaire-Comité national, le président du comité du Kansai a été soupçonné de corruption sur plus de dix ans. Il a formé en réaction une fraction interne, la fraction du kansai (Kansai-ha) pour répondre aux critiques. En 2007, Kansai-ha dénonce "la corruption et l'altération" de "la faction centrale" (Chukaku-ha) qui répond en qualifiant ces déclarations d'"attaque néo-libérale impérialiste moderne". 
En conséquence, le «Conseil de reconstruction de la Ligue communiste révolutionnaire» (initialement appelé «Assemblée nationale visant à la reconstruction du Comité national de la Ligue communiste révolutionnaire») a été formé.
Dans l'avant-projet du Conseil de reconstruction de 2007, «Restons rebelle et anti-stalinistes», le Japon actuel est qualifié d'«impérialisme», les nouvelles attaques impérialistes sont appelées «attaques néolibérales». En termes de critique, le Parti communiste du Japon est "stalinien" et le Kakumaru-ha est traité "d'anti-révolutionnaire", tout comme la Chukaku-ha. Il critique la Chukaku-ha en tant qu'«école Yasuda», car la dépendance à l'égard de la quatrième internationale et les attaques personnelles étaient erronée.
"Kansai-ha" fournit à ses cadres des livres sur l'histoire de l'armée révolutionnaire du Kansai et du travail clandestin menée par l'organisation.
La Chukaku-ha dénonce l'organisation comme une secte et un "groupe d'espionnage".